# Draba bagmatiensis
Draba bagmatiensis är en korsblommig växtart som beskrevs av Al-shehbaz. Draba bagmatiensis ingår i släktet drabor, och familjen korsblommiga växter. Inga underarter finns listade i Catalogue of Life.